# Christian Mazé-Launay
Christian Mazé-Launay est un homme politique français né le 14 décembre 1794 au Conquet (Finistère) et mort le 1er août 1853 à Brest (Finistère).

## Biographie
Négociant à Brest, il est député du Finistère de 1849 à 1851, siégeant à droite avec les conservateurs.

## Sources
- « Christian Mazé-Launay », dans Adolphe Robert et Gaston Cougny, Dictionnaire des parlementaires français, Edgar Bourloton, 1889-1891 [détail de l’édition]